# 王曰俞 (康熙進士)
王曰俞（？—1712年），四川营山人，清朝官員。进士出身。1711年因辛卯科场案被斩。

## 生平
康熙癸酉科（1693年）举人，康熙三十九年（1700年）庚辰科中第三甲第207名进士，任江南江宁府句容县知县。康熙五十年（1711年），任江南乡试同考官。隨即因辛卯科场案，被斩于市。